# 日本行動医学会
日本行動医学会（にほんこうどういがくかい、英文名 Japanese Society of Behavioral Medicine、略称JSBM）は、日本における行動医学の発展を目的として1992年に国際行動医学会（International Society of Behavioral Medicine,ISBM）の日本支部として創立した学会。
事務局を東京都新宿区に置いている。

## 活動
- 学術総会の開催（年1回）、国際行動医学会機関誌「International Journal of Behavioral Medicine」（年4回）の編集を分担し会員全員に無料で配布、学会機関誌発行、行動医学教育研修会の定期的開催など[1]

## 機関誌
- 日本行動医学会誌 『行動医学研究』 年1回
- ニューズレター　年2回